# Natassia Malthe

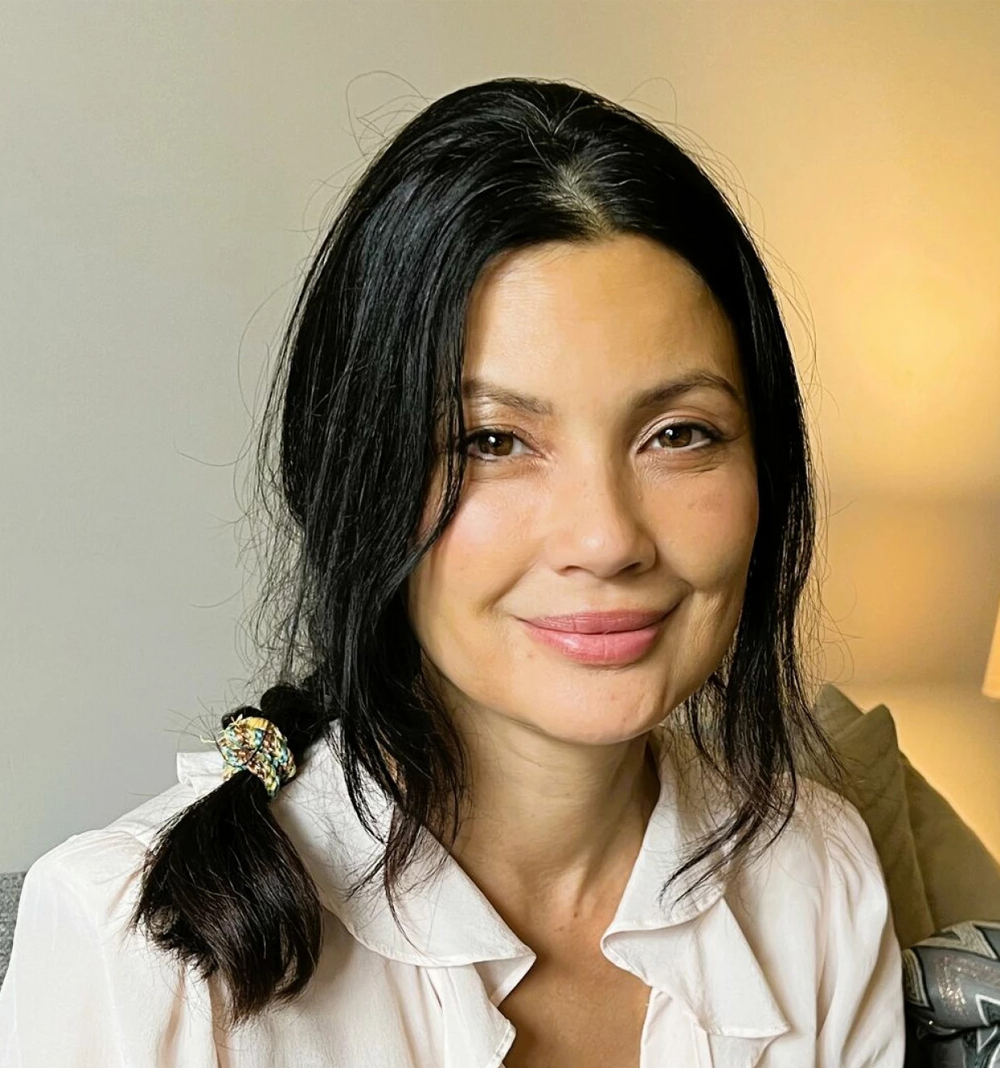
Natassia Malthe (2024)

Natassia Malthe (* 19. Januar 1974 in Oslo) ist eine norwegische Schauspielerin und Model. Teilweise benutzt sie den Künstlernamen Lina Teal.

## Leben und Karriere
Malthe wurde 1974 als jüngere von zwei Töchtern geboren. Ihr Vater ist Norweger und arbeitet als Lehrer, während ihre Mutter eine aus Malaysia stammende Krankenschwester ist.
Malthe besuchte Tanzschulen in Kanada (Royal Winnipeg Ballet, Goh Ballet Academy), Schottland und Norwegen. In ihrer Schulzeit sang und tanzte sie beim Norwegischen Opernhaus. Später ging sie nach London um Schauspiel zu studieren. Bekannt wurde sie später in Europa durch Auftritte in den Filmen Lake Placid (1999), Halloween: Resurrection (2002), Elektra, Bloodsuckers (beide 2005), D.O.A. – Dead or Alive und Skinwalkers (beide 2006). Zudem hatte sie kurze Auftritte in den Serien: First Wave, Millennium, Viper, Dark Angel, Seven Days, Dead Zone und Andromeda.

## Filmografie (Auswahl)
- 1997: Millennium – Fürchte deinen Nächsten wie Dich selbst (Millennium, Fernsehserie, eine Episode)
- 1998: Dich kriegen wir auch noch! (Disturbing Behavior)
- 1998: Viper (Fernsehserie, eine Episode)
- 1998: First Wave – Die Prophezeiung (First Wave, Fernsehserie, eine Episode)
- 1999: Lake Placid
- 2000: Dark Angel (Fernsehserie, eine Episode)
- 2001: Seven Days – Das Tor zur Zeit (Seven Days, Fernsehserie, eine Episode)
- 2001: Trapped
- 2001: The Wedding Dress
- 2002: The Chris Isaak Show (Fernsehserie, eine Episode)
- 2002: 40 Tage und 40 Nächte (40 Days and 40 Nights)
- 2002: Stark Raving Mad
- 2002: Halloween: Resurrection
- 2002: Mein Partner mit der kalten Schnauze 3 (K-9: P.I.)
- 2003: Gelegenheit macht Liebe (A Guy Thing)
- 2004: Chicks with Sticks
- 2004: Call Me: The Rise and Fall of Heidi Fleiss
- 2004: Maxim Uncovered! Vol. 2
- 2004: Dead Zone (The Dead Zone, Fernsehserie, eine Episode)
- 2005: Andromeda (Fernsehserie, eine Episode)
- 2005: Devil’s Highway
- 2005: Elektra
- 2005: Wish You Were Here
- 2005: Bound by Lies
- 2005: Verlieben verboten (Confessions of a Sociopathic Social Climber)
- 2005: Awake
- 2005: La belle dame sans merci
- 2005: Bloodsuckers
- 2006: Chaos
- 2006: D.O.A. – Dead or Alive (DOA: Dead or Alive)
- 2006: Skinwalkers
- 2006: Dead and Deader – Die Invasion der Zombies (Dead and Deader)
- 2007: Sex and Death 101
- 2007: Fallen (TV-Miniserie, 2 Episoden)
- 2007: BloodRayne II: Deliverance
- 2007: The Other Side of the Tracks
- 2007: 07 Spaceys
- 2008: Alone in the Dark II
- 2009: Slave
- 2009: Die Ritter von Mirabilis (Knights of Bloodsteel)
- 2010: Fringe – Grenzfälle des FBI (Fringe, Fernsehserie, eine Episode)
- 2010: Bloodrayne: The Third Reich (BloodRayne: The Third Reich)
- 2011: Schwerter des Königs – Zwei Welten (In the Name of the King 2: Two Worlds)
- 2012: Das gibt Ärger (This Means War)
- 2013: Vikingdom
- 2014: Gegen den Sturm!
- 2015: 4Got10
- 2018: Battle Drone
- 2018: Alpha
- 2021: Last Man Down
- 2022: The Pact (Fernsehserie, sechs Episoden)
- 2023: Holiday Boyfriend